# Salpixantha
Salpixantha monotipski biljni rod iz porodice Acanthaceae smješten u podtribus Aphelandrinae, dio tribusa Acantheae, podporodica Acanthoideae. Jedina vrsta je endem s Jamajke, S. coccinea.

## Opis
Rod je opisan u Botanical Magazine 71: pl. 4158. 1845. 

## Sinonimi
- Geissomeria coccinea (Hook.) T.Anderson ex Griseb.; Fl. Brit. W. I.: 454 (1862)